# Gérard Lenorman
Gérard Christian Éric Lenormand (Bénouville, Calvados; 9 de febrero de 1945), más conocido simplemente como Gérard Lenorman, es un cantante francés.

## Biografía
Gérard Lenorman nació en el Château de Bénouville que en ese entonces estaba dirigido por monjas que recibían a mujeres jóvenes con problemas. Su madre, Madeleine Lenormand, a la edad de 16 años, dio a luz al joven Gerard, que creció sin conocer a su padre. 35 años después, él se enteró de que es hijo de un soldado de origen alemán llamado «Erich», violinista y director de orquesta en la parte civil de las fuerzas de ocupación. Pese a esto, él jamás lo llegó a conocer (el día que supo dicha noticia, el escribió en el avión que lo llevaba a un concierto a Berlín,  la canción "Warum mein Vater" -del alemán: "por qué mi padre"- acerca de este tema).
Lenorman vivió durante su infancia en París, para después trasladarse a Auvernia, dentro de un mundo desértico e intelectual donde empezó a tocar la armónica de forma secreta en la iglesia desde los 5 años de edad. Él le contó sobre su deseo de llegar a ser cantante a su abuela materna quien lo instó a no desanimarse. Pasó bastantes meses viviendo en el orfanato de Saint Vincent de Paul. Su madre, una mujer violenta y dominante, se casó cuando Gérard tenía 10 años. A los 12, escribió su primera canción, lo que se traduciría más tarde en su primer disco: Le vagabond. A los 16 años, cuando se desempeñaba como trabajador en una fábrica, comenzó a ganar popularidad y además, realizaba presentaciones en el Club Med donde empezó a hacerse más conocido.
Cuando tenía 18 años, mientras se dirigía a visitar a su abuela, sufrió un grave accidente de tránsito que lo mantuvo inmovilizado durante un año. Aún tiene secuelas de dicho incidente. Durante ese período, se dedicó a escribir canciones.
Su tercera hija Clémence, nacida en 1980, se desempeña como actriz.

## Carrera

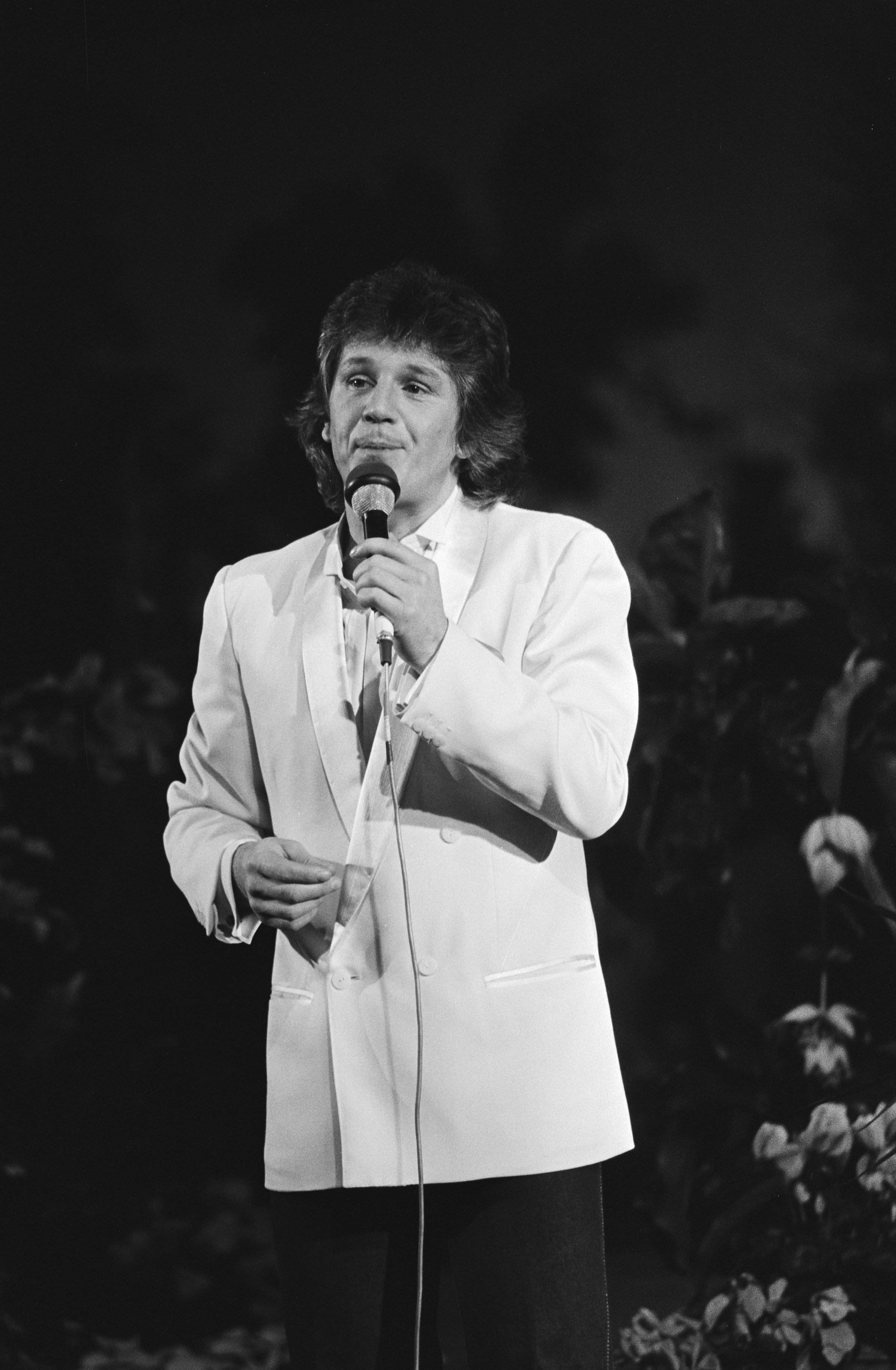
Gérard Lenorman en 1982.

En 1968, Lenorman conoció a Brigitte Bardot, con quien escribió dos canciones: "La fille de paille" y "Je voudrais perdre la mémoire".
En 1970, su carrera empezó a tomar vuelo. Interpretó el papel principal en la comedia musical Hair en el Teatro de la Porte Saint-Martin y siguió triunfando hasta abril de 1971 cuando se grabó su primer sencillo.
La canción "De toi", encabezó las listas de éxitos. Posteriormente lanzaría los sencillos "Les matins d'hiver" en 1972, "Si tu ne me laisses pas tomber", "Les jours heureux", "Le petit prince" y "La fête des fleurs" en 1973, "Quelque chose et moi" en 1974, "La ballade des gens heureux" y "Si j'étais président" en 1975, "Michèle", "Gentil dauphin triste" y "Voici les clés" en 1976, "Un ami" y "L'enfant des cathédrales" en 1977. 
Su álbum de estudio Nostalgies, publicado en 1978, recibió la certificación de doble disco de oro. "La ballade des gens heureux" apareció en numerosas compilaciones con el título de "las canciones francesas más bonitas".
Al pasar el tiempo, su carrera se empezó a internacionalizar. Varias de sus canciones fueron grabadas en inglés, alemán, español e italiano. Continuó publicando álbumes desde 1979 en adelante: Boulverad de l'océan (1979), La clairière de l'enfance (1980), D'amour! (1981), Le soleil des tropiques (1983), Fière et Nippone (1985), Hereux qui communique (1988) e Il y a (1993).
En 1988, Lenorman fue elegido de forma interna por la cadena Antenne 2 para representar a Francia en el Festival de la Canción de Eurovisión 1988 con la canción "Chanteur de charme" ("Crooner"), a celebrarse en Dublín, Irlanda el 30 de abril. Finalmente, la canción consiguió 64 puntos y se posicionó en el 10° puesto, de entre 21 países.
En 1995, lanzó una compilación titulada Vos plus belles chansons, la que incluye algunas canciones regrabadas. Con este trabajo, logró alcanzar el primer puesto en las listas de éxitos, recibiendo posteriormente la certificación de disco de oro. En 2000, publicó un nuevo álbum titulado La raison de l'autre el que contiene la canción "La force d'aimer", y que siempre ha interpretado en casi todas sus presentaciones.
En octubre de 2011, Lenorman lanzó Duo de mes chansons donde interpretó sus canciones a dúo con diversos cantantes franceses. El álbum, se convirtió en doble disco de platino en diciembre de 2011, vendiendo 200.000 copias. 
A finales de 2011, colaboró con la cantante franco-indonesa Anggun en la canción "Il" incluida en su disco Échos.

## Discografía
- Gérard Lenorman (1969)
- Les matins d'hiver (1972)
- Quelque chose et moi (1974)
- Caroline (1975)
- Olympia 75 (1975)
- Drôles de chansons (1976)
- Noëls du monde (1976)
- Au-delà des rêves (1977)
- Nostalgies (1978)
- Boulevard de l'océan (1979)
- Olympia 79 (1979)
- La clairière de l'enfance (1980)
- ...D'amour (1981)
- Paris sur Scène – Palais des congrès (1982)
- Le soleil des tropiques (1983)
- Fière et nippone (1985)
- Heureux qui communique (1988)
- Bravo à Gérard Lenorman (1989)
- Il y a... (1993)
- Vos plus belles chansons (1994)
- Les plus belles chansons françaises (1996)
- Le monde de Gérard Lenorman (Triple compilación) 1998)
- La raison de l'autre (2000)
- Gérard Lenorman en concert (2003)
- Le Best Of (2007)
- Duos de mes chansons (2011)